# Citronmätare

Citronmätare (Opisthograptis luteolata) är en fjärilsart som beskrevs av Carl von Linné, 1758. Citronmätare ingår i släktet Opisthograptis, och familjen mätare. Arten är reproducerande i Sverige. Inga underarter finns listade.
Vingspannet är 33-46 millimeter. Den lever i gles skog, buskmarker och trädgårdar över stora delar av Europa. Den flyger i skymningen.

## Bildgalleri

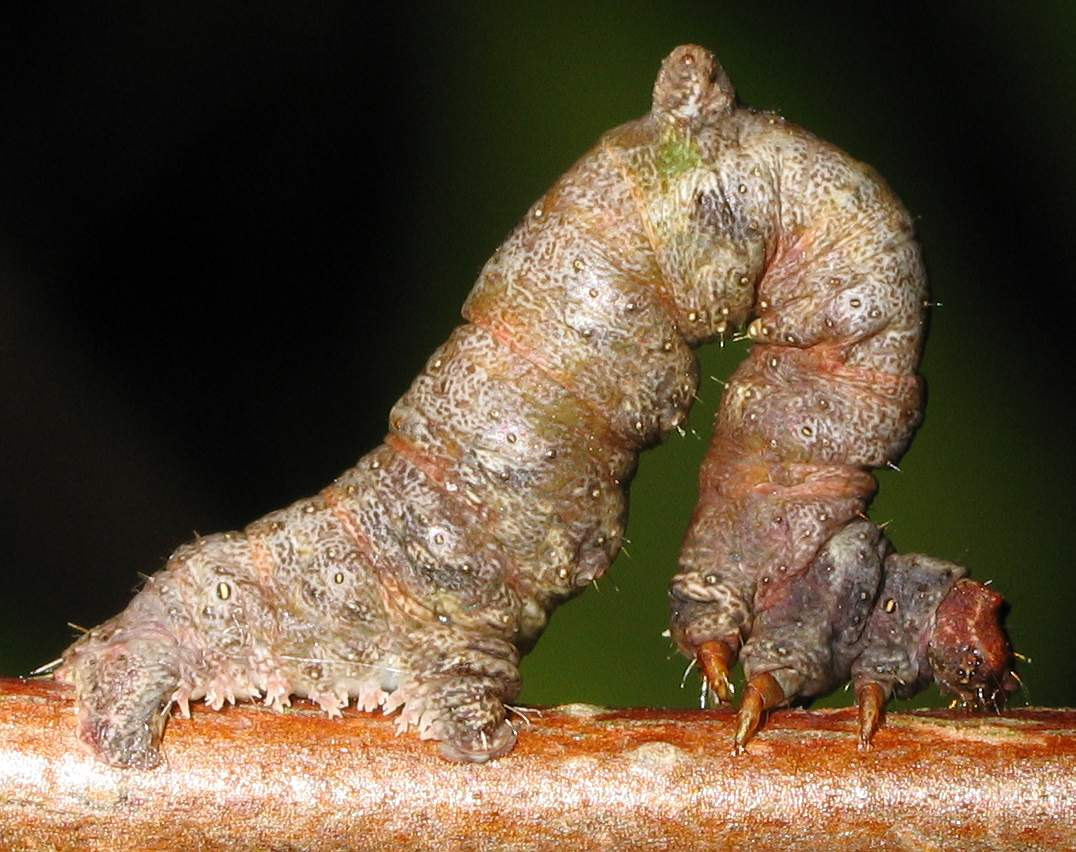
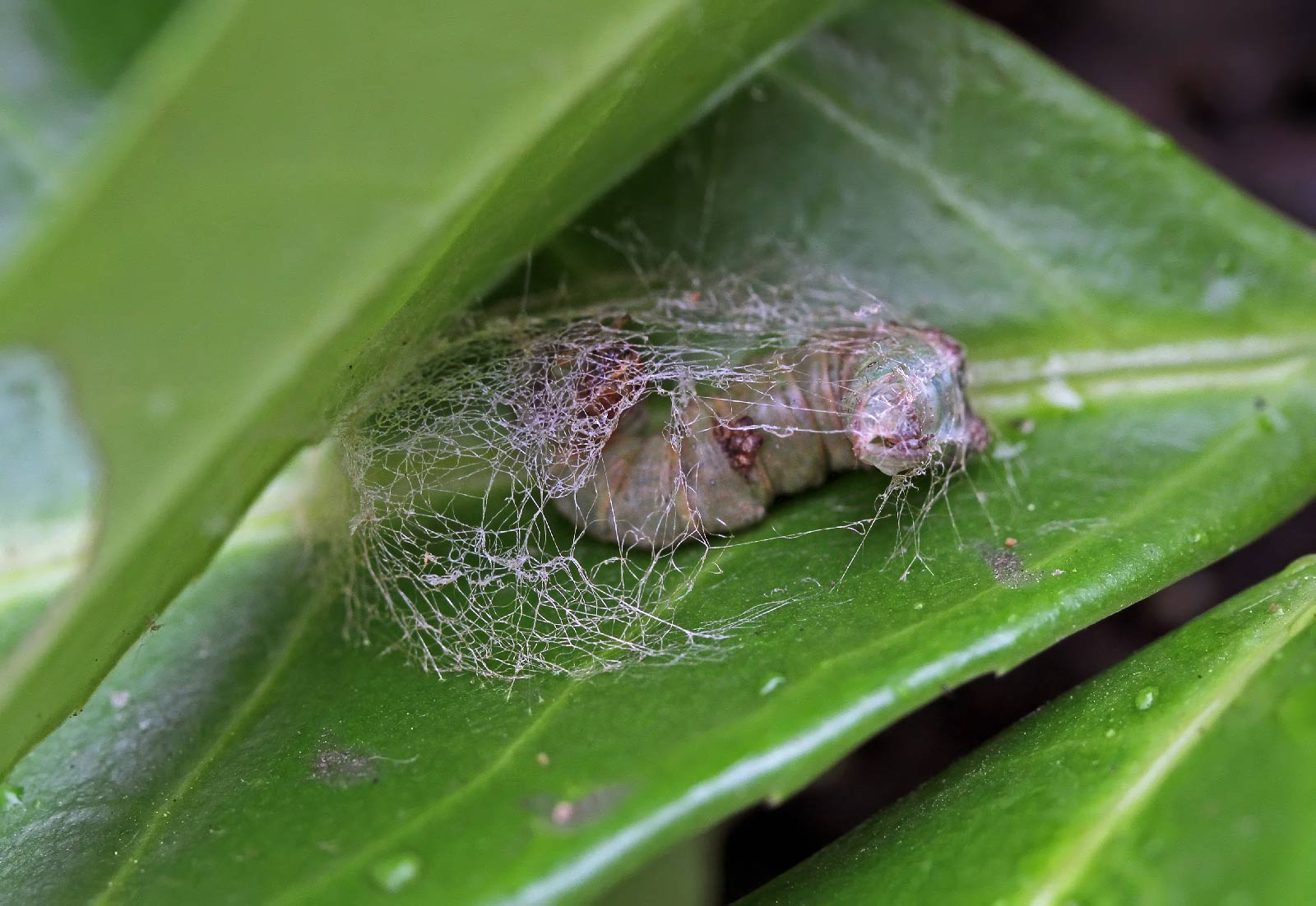
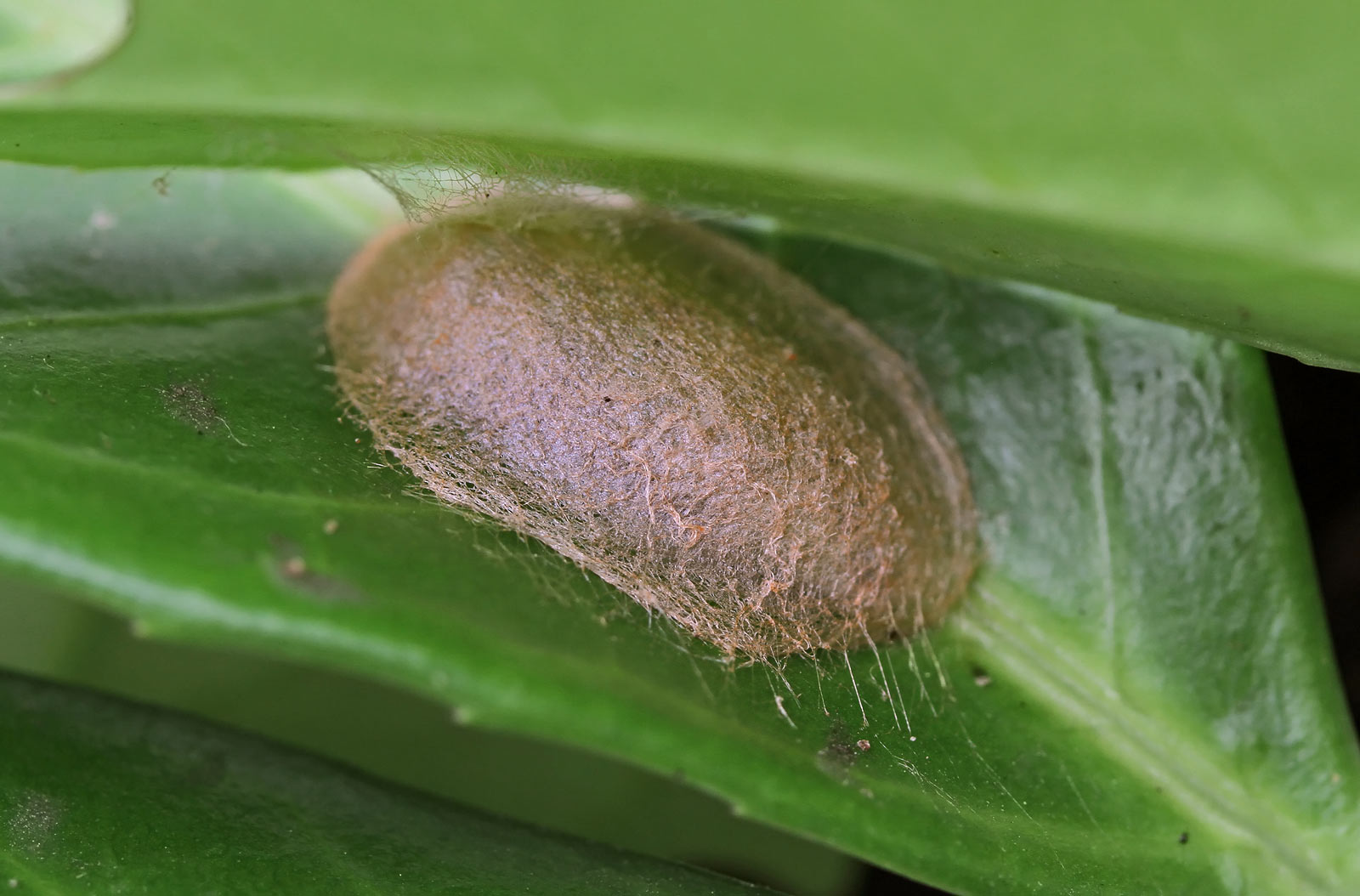
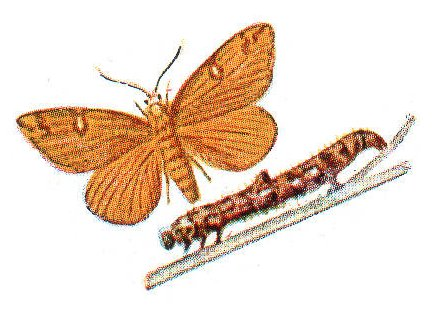
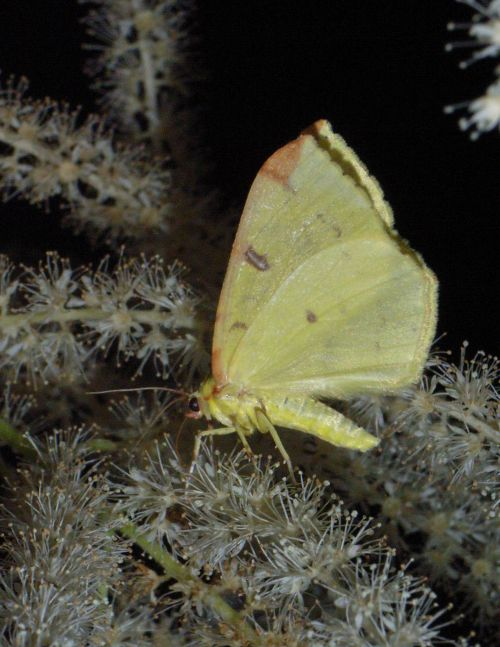
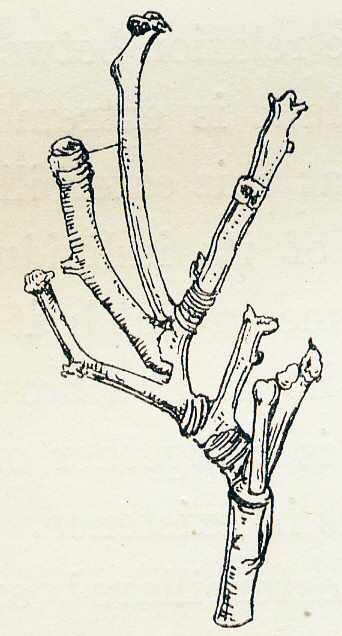